# Дельфы
Де́льфы (др.-греч. Δελφοί) — древнегреческий город в юго-восточной Фокиде (Греция), общегреческий религиозный центр с храмом и оракулом Аполлона. Согласно легендам, это место ранее называлось Пифо (Πυθώ), в древности здесь была священная земля, служившая резиденцией пифии главного оракула, который давал советы, помогавшие принять важные решения в древнегреческом мире. Оракул был общегреческим по своему характеру и также способствовал определённой консолидации древнегреческих полисов, даже несмотря на то, что идея объединения Греции в течение столетий была далека от реализации. Древние греки считали, что центр мира находится в Дельфах, отмеченный каменным памятником, известным как омфал (пуп). Священный участок находился в районе Фокиды, но управление им было отобрано у фокийцев, пытавшихся вымогать деньги у паломников, и передано в руки амфиктионян или группы греческих племён, живших главным образом в Центральной Греции. По легенде, город был назван по имени сына Аполлона Дельфа. Согласно Судам, Дельфы получили своё название от Дельфины (дракайны), которая жила там и была убита Аполлоном (в других источниках змеем являлся Пифон). С начала VI века до н. э. и вплоть до конца IV века н. э. здесь проходили общегреческие Пифийские игры.
Дельфы занимают чётко очерченный участок на юго-западном склоне горы Парнас. В настоящее время там находится обширный археологический памятник, а с 1938 года, часть национального парка Парнас. Рядом с археологическим памятником находится современная городская застройка. Этот район признан ЮНЕСКО объектом Всемирного наследия, оказавшим большое влияние на древний мир, о чём свидетельствуют различные памятники, построенные там большинством важных древнегреческих городов-государств, демонстрирующие их фундаментальное эллинское единство. Было бы невозможно устранить влияние дельфийского оракула из письменной истории того времени.
Раскопками, начавшимися в 1892 году, были открыты храм Аполлона Пифийского (VI—IV века до н. э.), сокровищницы сифносцев (около 525 года до н. э.), афинян (начало V века до н. э.), стоя (галерея-портик) афинян (475 год до н. э.), театр (II век до н. э.), стадион (VI век до н. э.) и другие сооружения.
В честь Дельф была названа среда разработки Delphi и одноимённый язык программирования, а также извилина Дельфы на спутнике Юпитера Европе.

## География

Карта святилищ Древней Греции

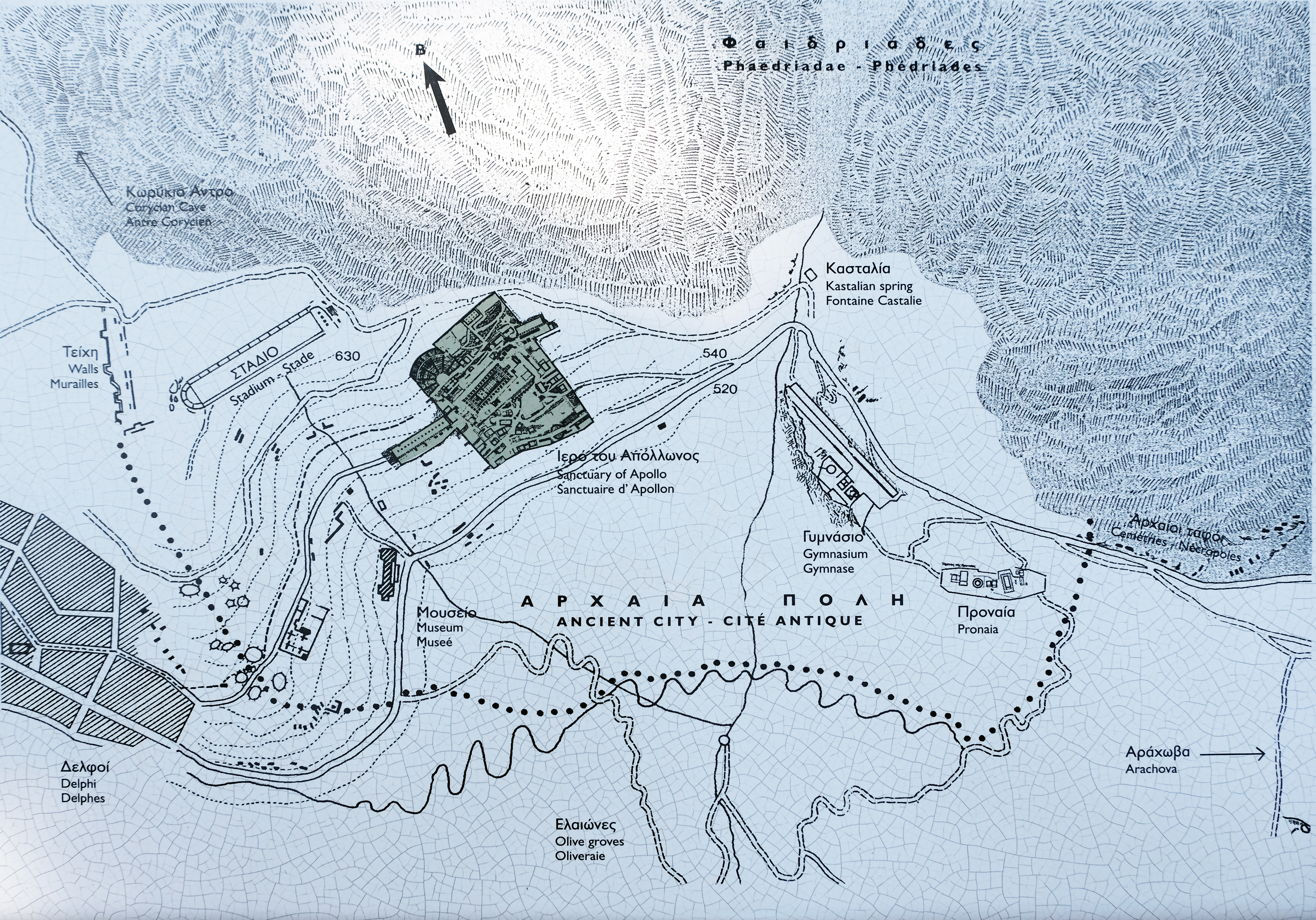
Карта Дельф

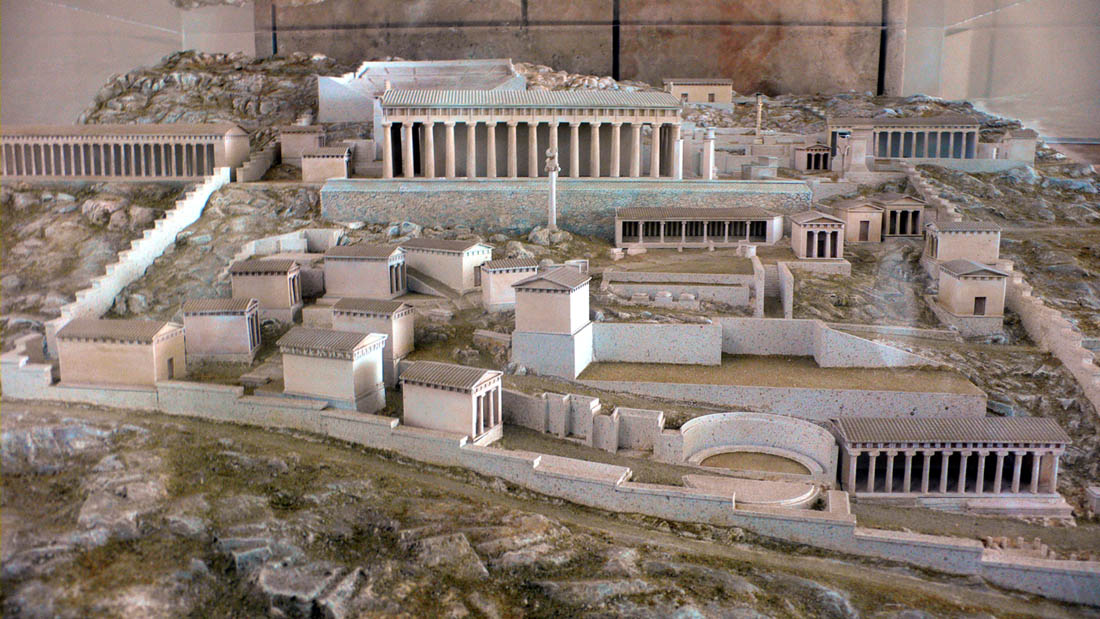
Модель античного святилища Аполлона в Дельфах

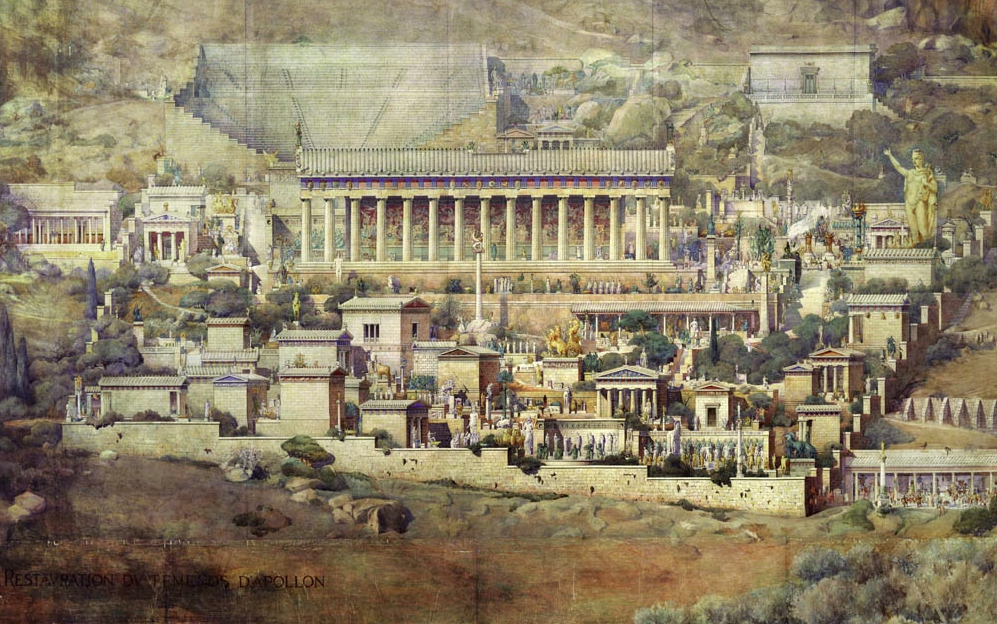
Художественная реконструкция святилища Аполлона в Дельфах

Дельфы расположены на Греческой национальной дороге 48 между Амфисой на западе и Левадией на востоке. Дорога идёт по северному склону перевала между горой Парнас на севере и горами полуострова Десфина на юге. Полуостров треугольной формы вдаётся в Коринфский залив. Перевал представляет собой единую речную долину, река, которая течёт с востока на запад, образует естественную границу на севере полуострова Десфина и обеспечивая лёгкий путь через него. Руины древних Дельф расположены в 9,5 километрах от побережья Коринфского залива (город Итея) на юго-западном склоне горы Парнас на высоте 700 метров над уровнем моря. Современный малый город Дельфы находится неподалёку, западнее руин. Община Дельфы входит в периферийную единицу Фокиду. Община включает в себя и приморский малый город Галаксидион.
С восточной стороны долина соединяется с другой долиной с севера на юг, ведущей из Давлеи в Дистомон. К югу от Дистомона долина пересекается с заливом Андикира. Это место известно как Паралия Дистому (пляж Дистомо). Андикира, главный порт Фокиса, находится чуть ниже по побережью полуострова.
С западной стороны долина соединяется с долиной с севера на юг между Амфисой и Итеей. В Амфисе долина заканчивается тупиком. Этот город сегодня более важен, потому что через горные перевалы проложен путь на эгейскую сторону Греции. Эти стратегические места были местами тяжёлых боёв и репрессий во время Второй мировой войны.
На северной стороне долины, на суженном участке, нависает отрог Парнаса, место, где располагается древняя Криса, некогда правившая всей долиной. И Амфиса, и Криса упоминаются в каталоге кораблей «Илиады». Это была микенская крепость. Археологические даты долины восходят к раннему элладскому периоду. Эти ранние даты сопоставимы с самыми ранними датами в Дельфах, предполагая, что Дельфы были присвоены и преобразованы фокейцами из древней Крисы. Считается, что руины Киры, ныне являющейся частью порта Итея, были портом Крисы с тем же названием, и что этимологически название Кира происходит от Крисы.

## Этимология
Греческое слово Δελφοί восходит к индоевропейскому корню δελφύς — «матка», «лоно», «утроба». Отсюда происходят и слова αδελφός — «брат» или букв. «единоутробный», и дельфин — «новорождённый младенец», «утробный» (возможно, из-за внешнего сходства с младенцем или из-за того, что крик дельфина похож на крик ребёнка). Причина такого названия, видимо, связана с тем, что, в представлении древних греков, неподалёку от храма Аполлона находился Пуп Земли.

## Мифология
Архаический период
 Классический период
 Эллинистический период
 Римский период
 Архаический период
 Классический период
Зевс послал с краёв света двух орлов, и они встретились на пифийской скале (либо там встретились лебеди, либо вороны). Эта встреча обозначила, что там находился Пуп Земли, который охраняли две Горгоны.
Некогда доля Дельф принадлежала Гее, она отдала её Фемиде, а та подарила Аполлону. По трезенскому рассказу, Дельфы ранее принадлежали Посейдону, а Калаврия — Аполлону. Позднее они поменялись местностями. К югу от храма Аполлона в Дельфах был храм Геи. Статую Аполлона в Дельфах в виде колонны упоминает Евмел.
В городе было также прорицалище Диониса (?). По орфикам, там гроб старшего Диониса, он лежит под треножником или в Омфале (см. Загрей).
По Еврипиду, Дельфы пытались разграбить воины Кадма.
Согласно мифической традиции, существовали следующие храмы Аполлона:
1. Храм из лавра, из деревьев в Темпах.
2. Из пчелиного воска и крыльев (построен Птерасом). По другой легенде, из папоротника. Унесён в край гипербореев[24].
3. Из меди работы Гефеста (или Гефеста и Афины[25]).
4. Каменный работы Трофония и Агамеда. Сгорел в 548/547 годах до н. э. По археологическим данным, построен во второй половине VII века до н. э.[26]
5. Построенный амфиктионами, строитель Спинфар. Разрушен землетрясением примерно в 373 году до н. э. и затем перестроен[27]. Его руины сохранились до сих пор.

На третьем храме сидело шесть золотых птиц (у Пиндара «чаровательницы»), которые завораживали посетителей, и те умирали. Зевс поразил храм перуном, убив птиц и спрятав храм от людских глаз, птиц же Афина наделила пророческим даром. Этих птиц отождествляют с сиренами.
По сообщению Павсания, в Дельфах показывали камень, который Крон якобы проглотил вместо Зевса.

## История
Согласно археологическим данным, объектом поклонения в Дельфах, начиная примерно с 1600 года до н. э., было женское божество, связанное с культом Матери-Земли. Около 1100 года до н. э. поселение приходит в упадок. По археологическим данным, между 1000 и 735 годов до н. э. идёт эволюция дельфийских треножников — они приспосабливаются в качестве сиденья.
Дельфы участвовали в Первой Священной войне (596—586 годы до н. э.) против соседнего города Крисы, в результате которой Криса была разрушена. Известен тиран Крисы — Давлий. В дальнейшем известны и другие Священные войны. После последней, Четвёртой (339—338 годы до н. э.), защитником Дельф признаётся Филипп II Македонский.
В VII — VI веках до н. э. Дельфы стали играть роль общегреческого святилища. Дельфийский оракул обладал высоким авторитетом в греческом мире, принимая решения в политической и религиозной сферах. В Дельфах также хранился священный камень — омфал. Кроме того, с начала VI века до н. э. в Дельфах раз в четыре года стали проводиться Пифийские игры, выражавшие чувство принадлежности к одной нации. Во время их проведения устанавливалось священное перемирие. В город стекались многочисленные дары, находившиеся под защитой Дельфийской амфиктионии. Дельфы выступали в сознании греков как духовная столица эллинского мира, как «общий очаг» Эллады (др.-греч. κοινὴ ἑστία), что позволило дельфийским жрецам на протяжении столетий пользоваться не только религиозным, но и политическим влиянием. Благодаря такому статусу Дельфы стали центром кредитных операций.
Процедура обращения к оракулу и форма его ответов недостаточно выяснена. От имени бога ответы давала жрица Аполлона Пифия. Античные авторы изображают Пифию сидящей на треножнике над расселиной и опьяняемой подымающимися оттуда парами. Современные исследования пока не дали однозначного ответа о природе этого явления. Ответы давались в прозаической или стихотворной форме, допускавшей различные толкования. Каталог дельфийских ответов Парка-Уормелла включает 615 прорицаний. Уже в микенских текстах упоминаются слова ti-ri-po (трипод, «треножник») и ti-ri-po-di-ko (триподиск, уменьшительное от трипод).
С начала V  в до н.э. Греция становится жертвой военной экспансии Персидской державы Ахеменидов. Несмотря на победу над Персами, которая отражена в легенде "300 Спартанцев" (по другой версии 4 тысячелетие до н.э.), эта война была весьма затратна и подрывала основы общества.     
Влияние Дельф начало ослабевать уже с конца V века до н. э., но Дельфы оставались одним из крупнейших общегреческих святилищ. В 290 году до н. э. власть над Дельфами перешла к Этолийскому союзу. В 279 году до н. э. галлы двинулись на Грецию, разбили греков на перевале Фермопилы и разграбили святилище в Дельфах.
Затем власть над Дельфами установил Рим. В 80-е годы I века до н. э. город был разграблен фракийскими племенами. В конце I века н. э. храм в Дельфах был восстановлен. Последние известные обращения к оракулу относятся к III веку н. э. Окончательно был запрещён[что?] в 394 году н. э. императором Феодосием I.

## Пифийские игры
«Пифийские игры» (или «Пифии»)  были после Олимпийских игр вторыми по значимости общеэллинскими играми античности. Сначала Игры проводились каждые восемь лет, а начиная с 586 года до н. э. в честь Аполлона Пифийского стали проходить каждые четыре года.
Первоначально игры состояли только из одного вида состязаний — пения под аккомпанемент кифары. Позднее добавились другие художественные и атлетические соревнования, такие как состязания на колесницах и верховая езда. В театре города Дельфы проводились музыкальные соревнования, а на стадионе Дельф — атлетические состязания. Гонки на колесницах устраивались на равнине у соседнего города Криса.
Проведение Пифийских игр было запрещено приблизительно в то же время, когда закончилось проведение Олимпийских игр (около 394 года н. э.).

## Галерея

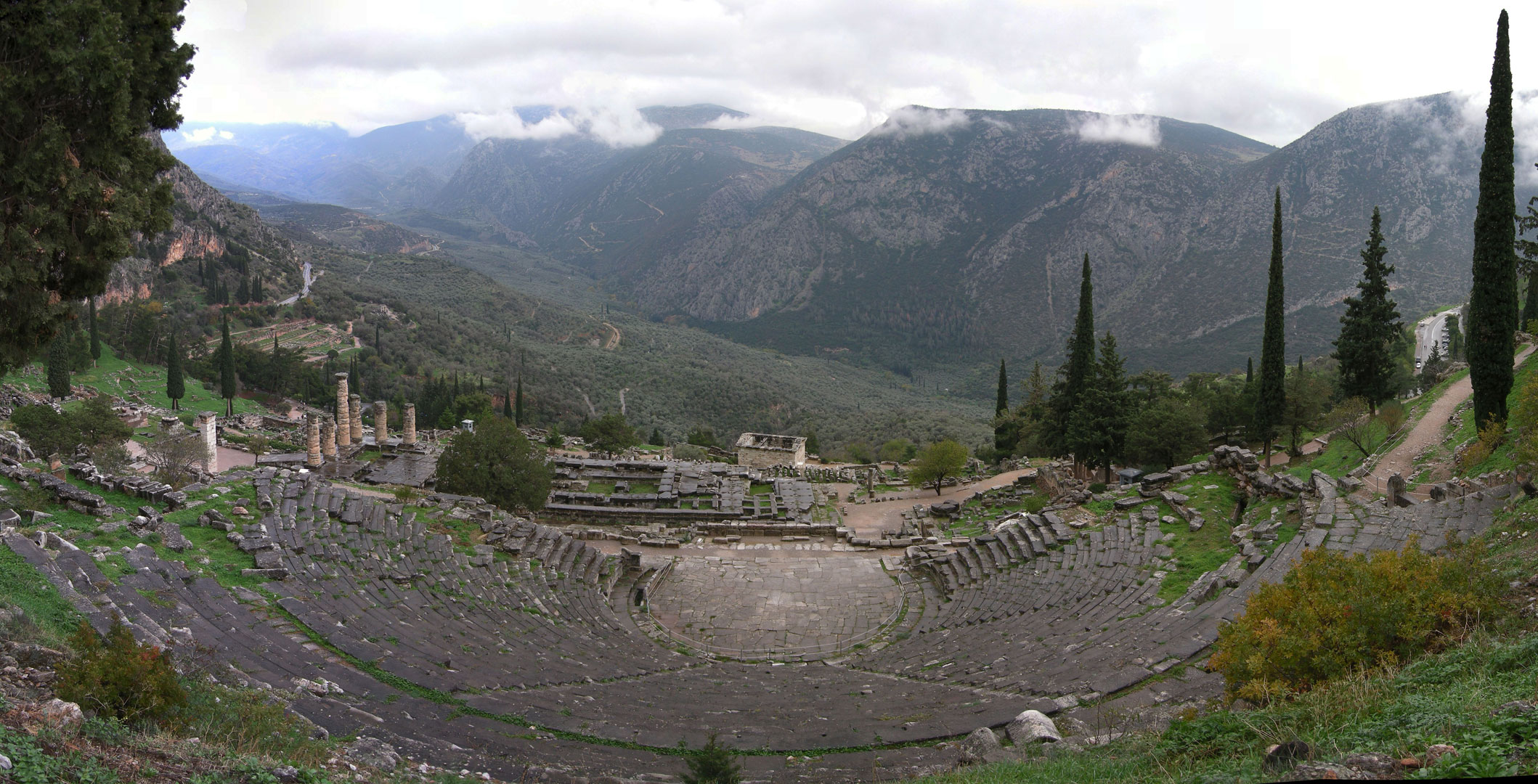
Театр в Дельфах
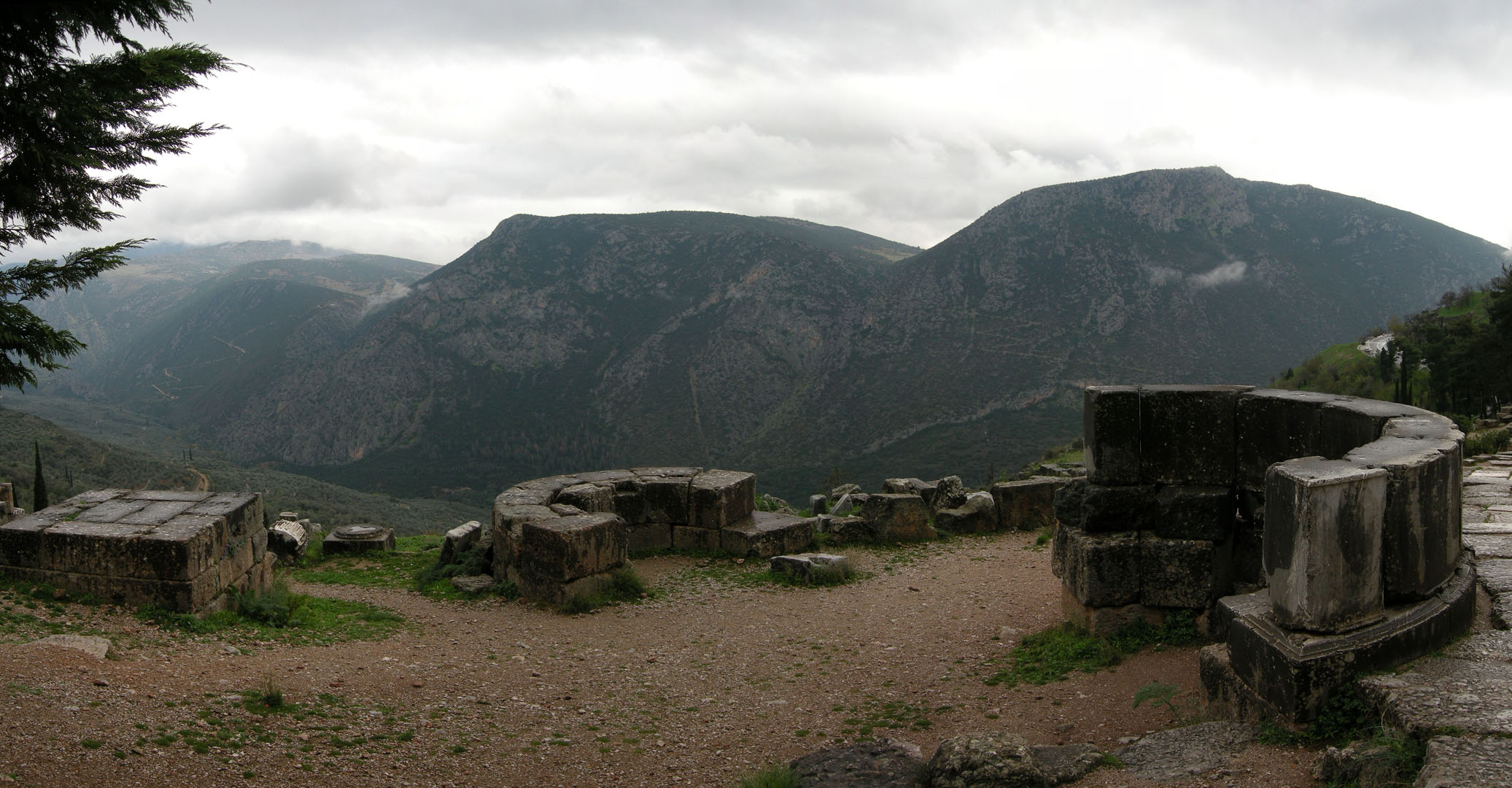
Вид из Дельф
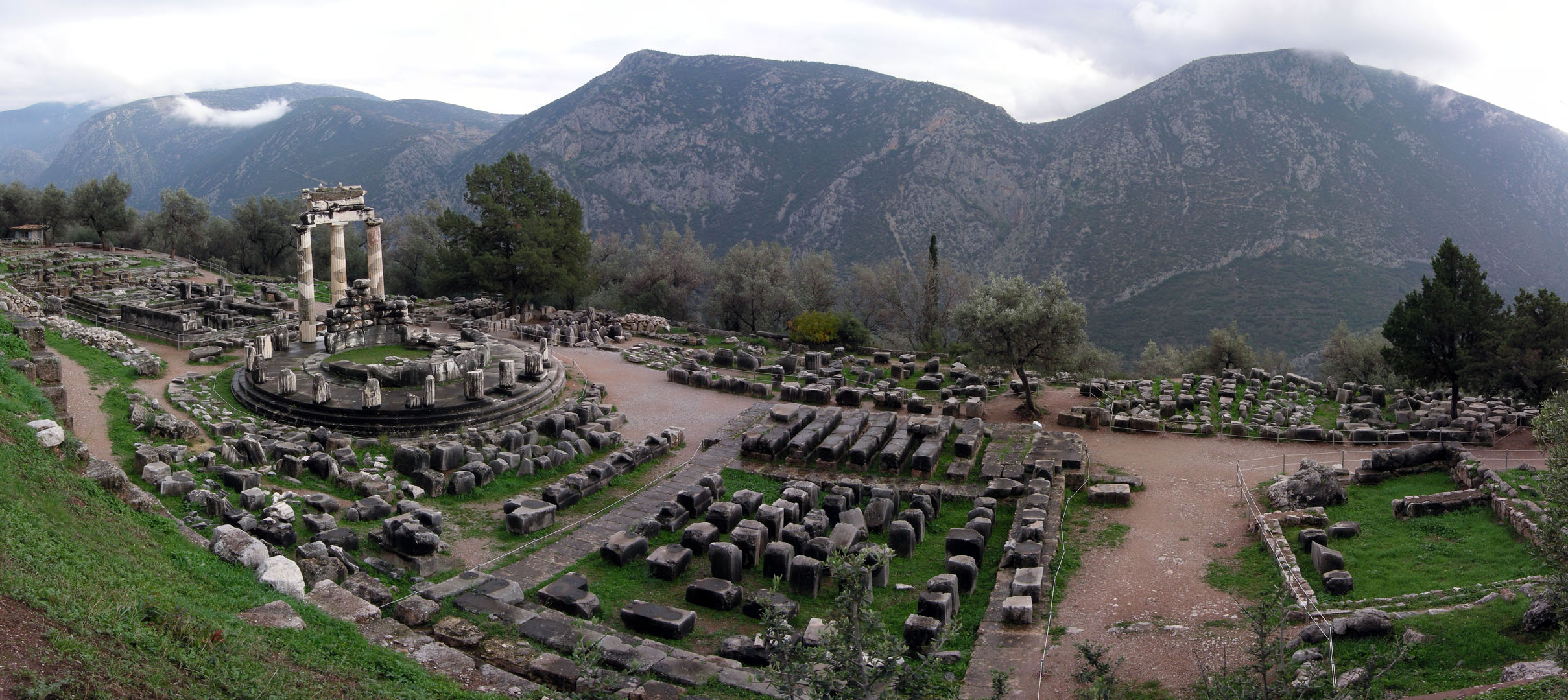
Храм Афины Пронайи
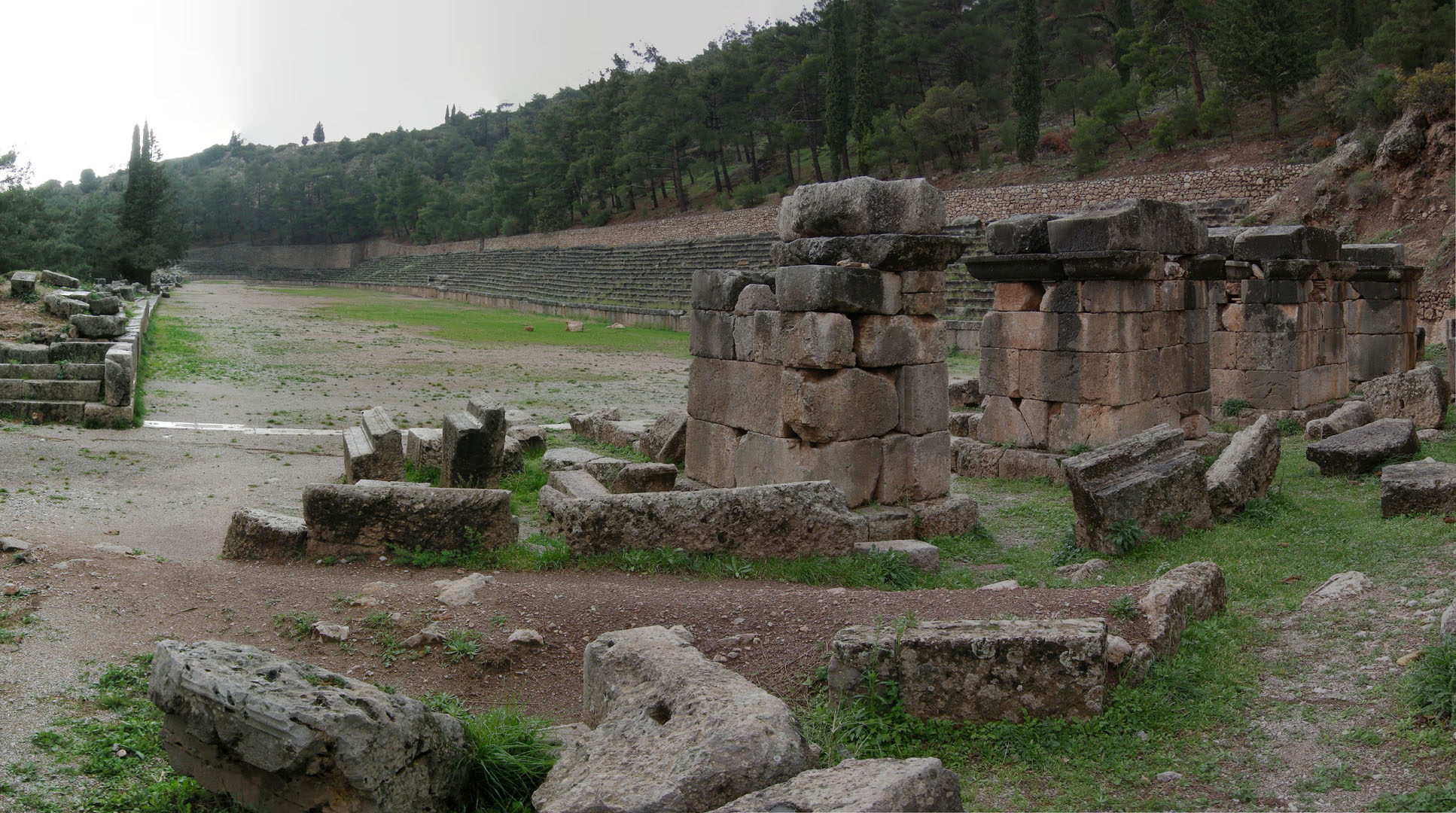
Стадион
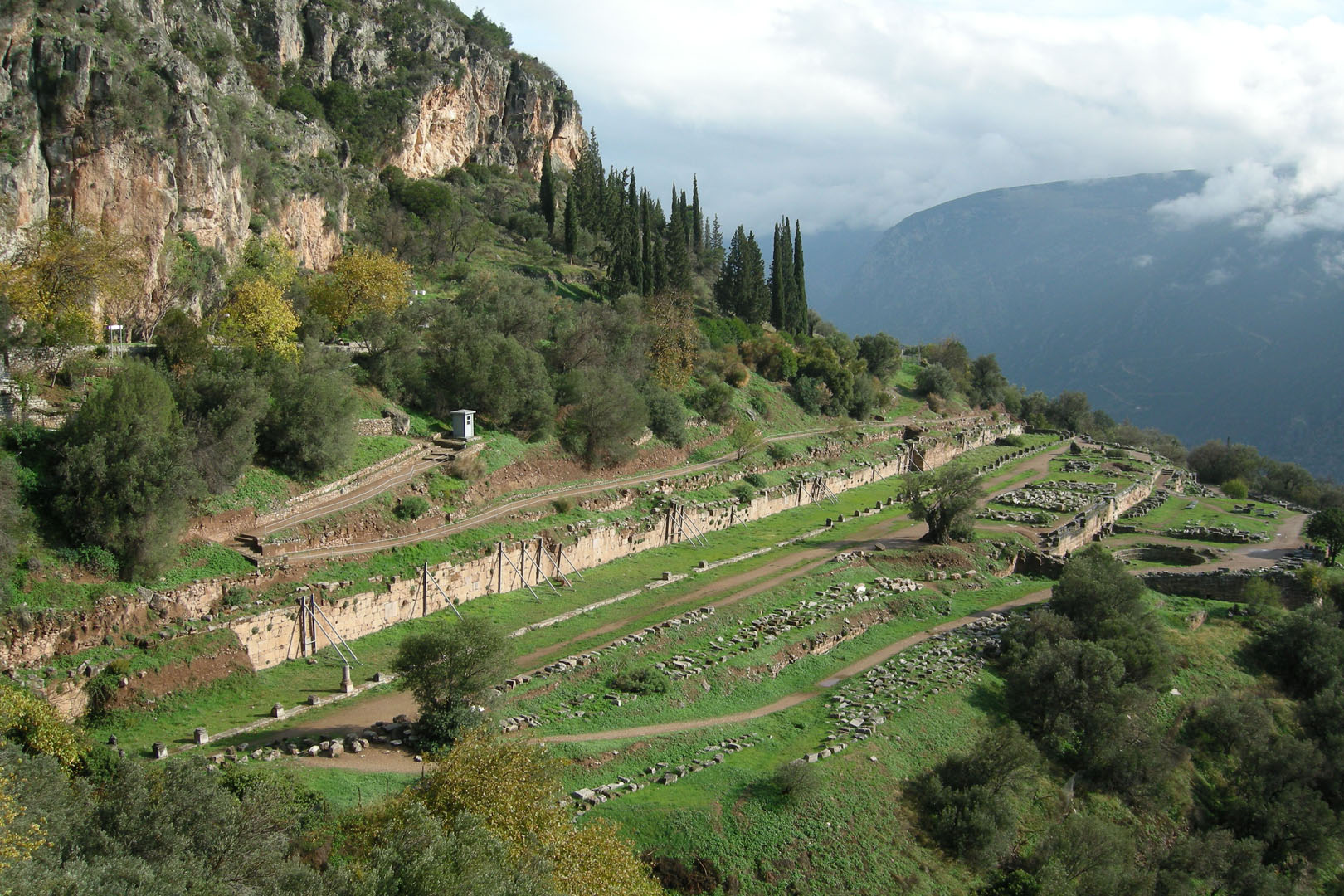
Гимнасий
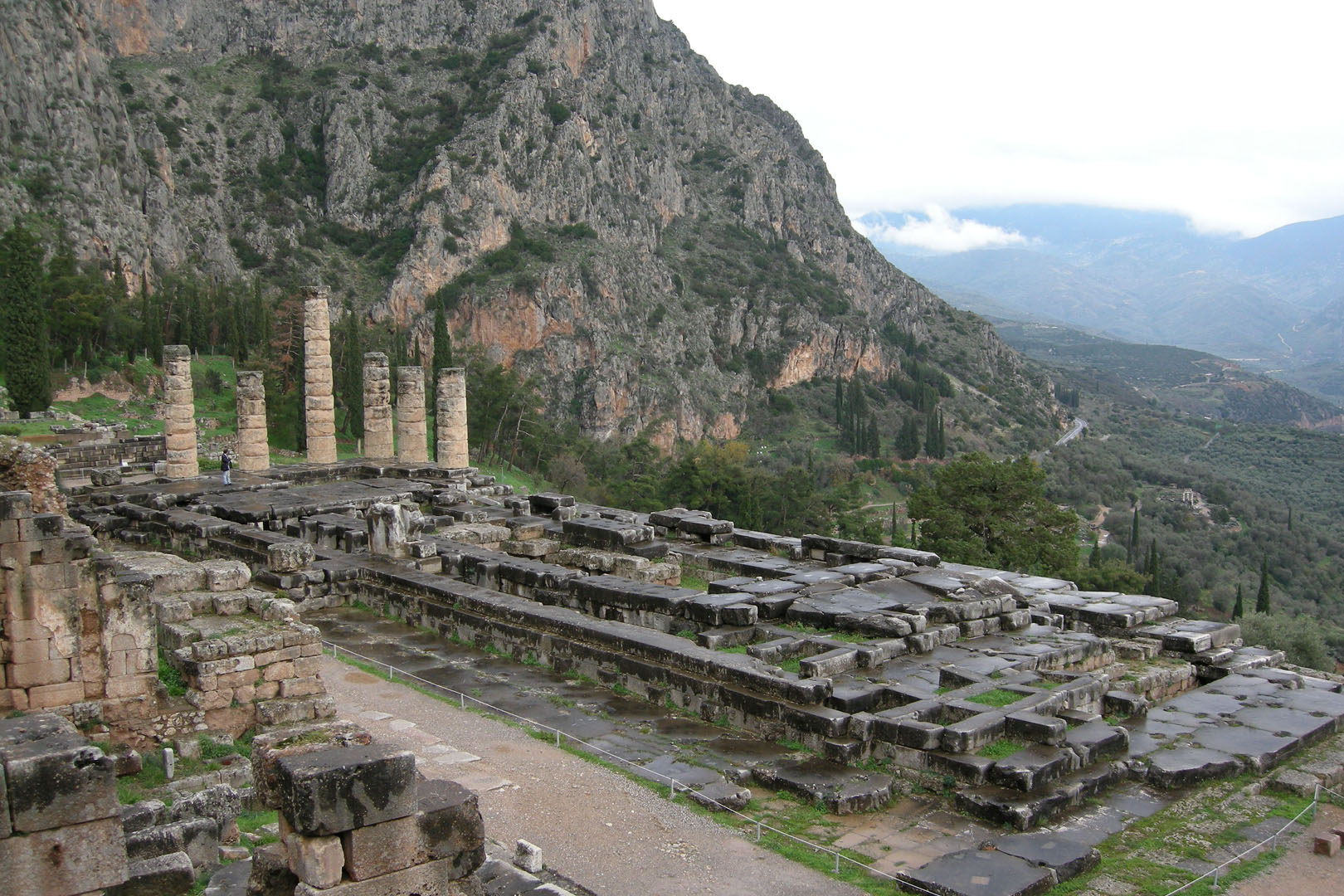
Храм Аполлона
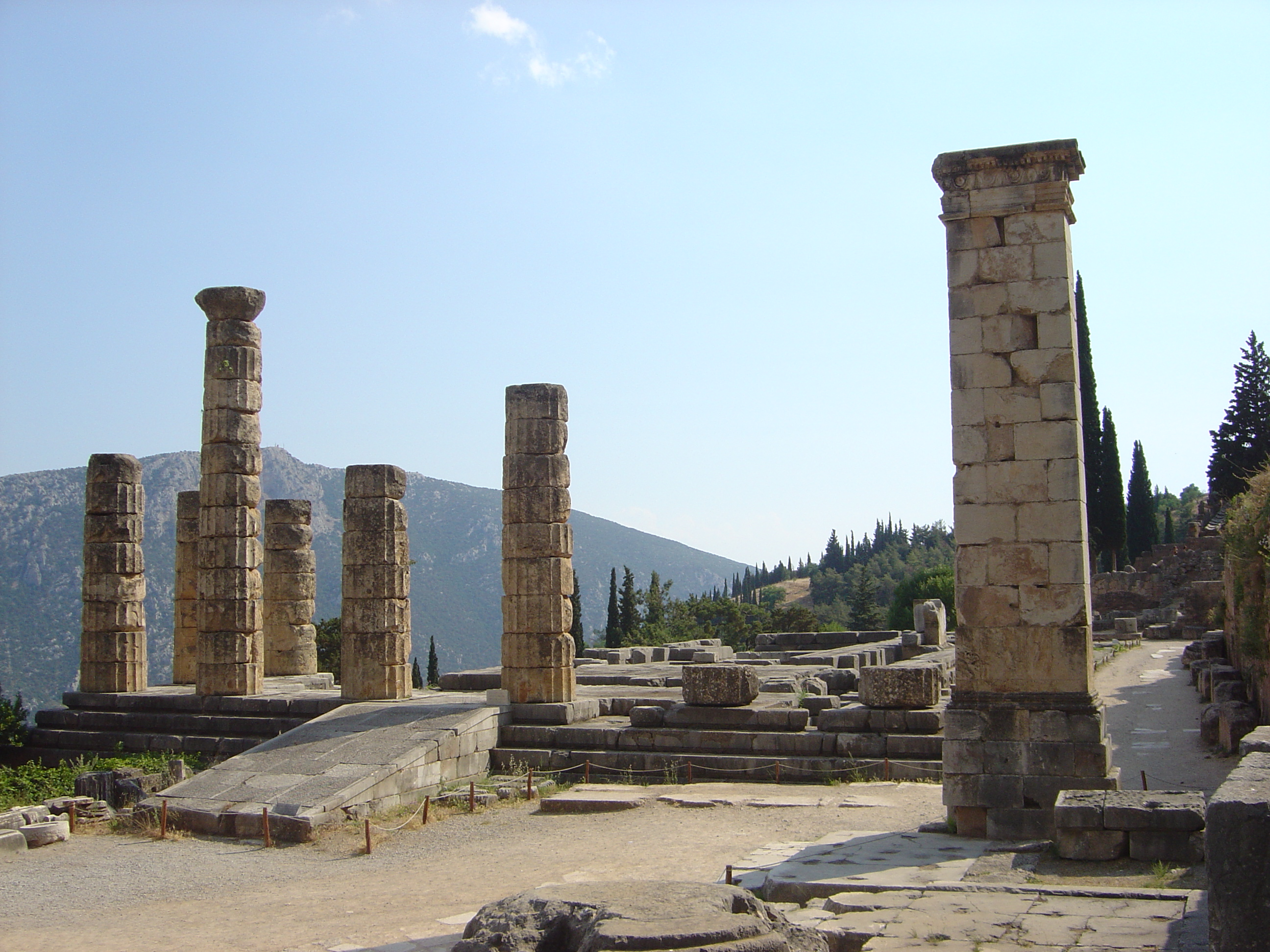
Руины храма Аполлона в Дельфах
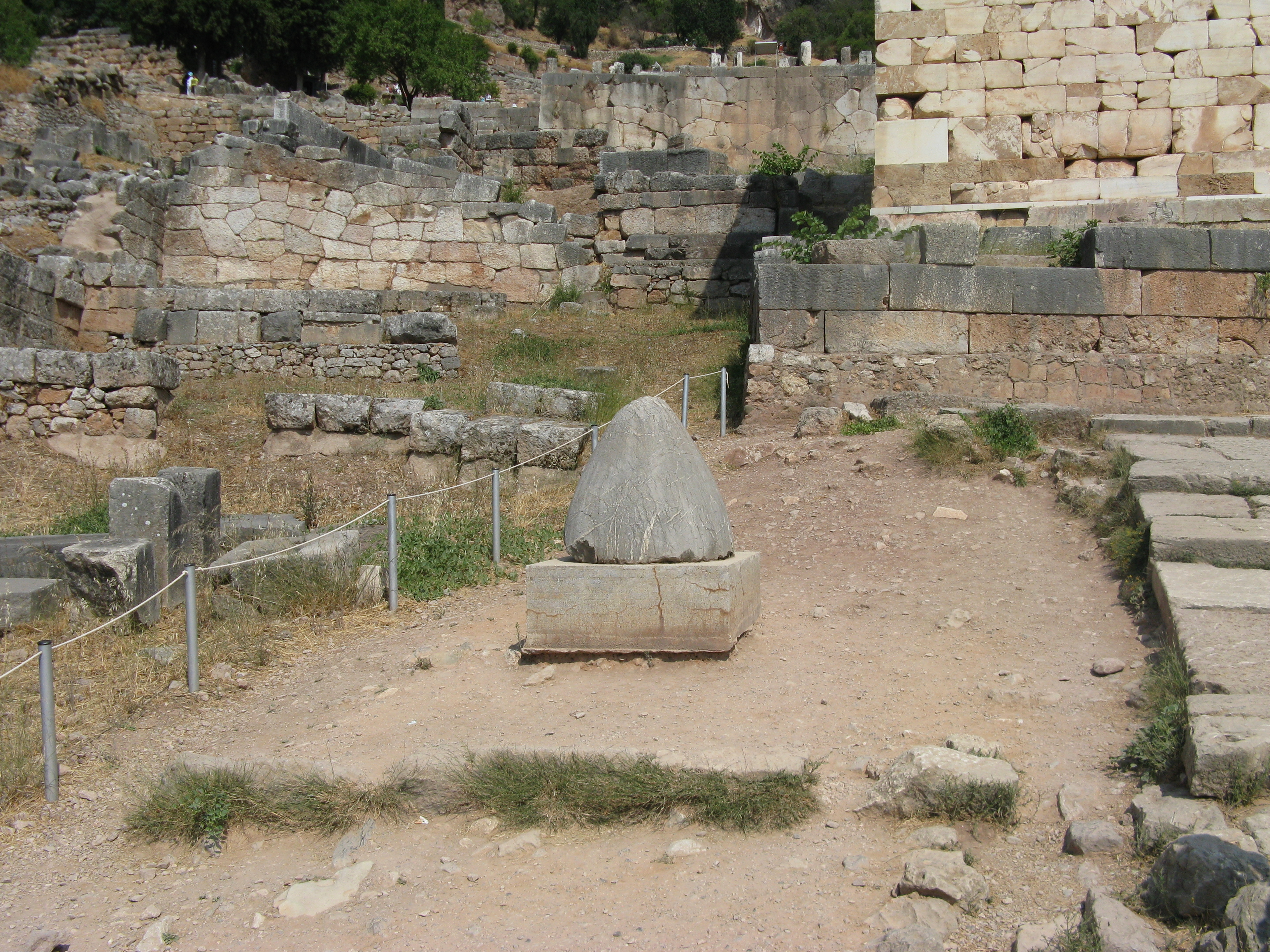
Пуп Земли, Омфал
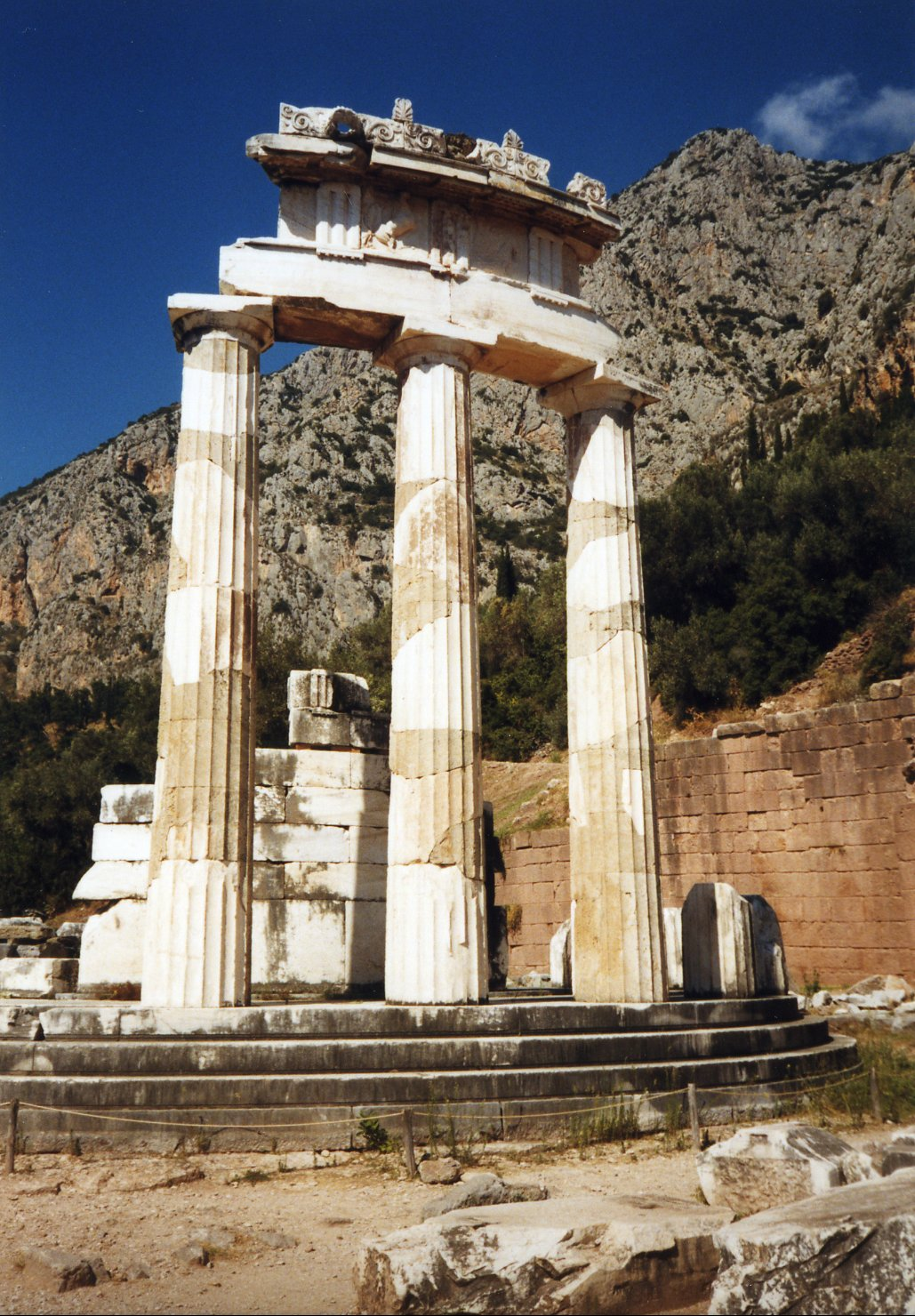
Дельфийский толос — Святилище Афины Пронайи